# Comtat de Pipestone
El Comtat de Pipestone (en anglès: Pipestone County), fundat en 1857, és un comtat de l'estat de Minnesota, als Estats Units d'Amèrica i la capital és Pipestone. L'any 2010 tenia 9.596 habitants amb una densitat de població de 7,5 persones per km². La seu del comtat és Pipestone.

## Geografia
Segons l'oficina del cens el comtat té una superfície total de 1.210 km², dels quals la totalitat són terra (99,9%). No disposa de llacs naturals tot i que té un embassament artificial.

## Principals carreteres i autopistes
- U.S. Autopista 75
- Carretera estatal 23
- Carretera estatal 30
- Carretera estatal 269

## Espais Protegits
En aquest comtat hi ha el monument nacional de Pipestone.

## Demografia
Segons el cens de l'any 2002 la renda per capita mitjana dels habitants del comtat era de 31.909 dòlars i l'ingrés mitjà d'una família era de 40.133 dòlars. L'any 2000 els homes tenien uns ingressos anuals de 27.642 dòlars davant dels 20.759 dòlars que percebien les dones. L'ingrés per habitant era de 16.450 dòlars i al voltant d'un 9,50% de la població estava sota el llindar de pobresa.

## Localitats
Ciutats i Pobles
- Edgerton
- Hatfield
- Holland
- Ihlen
- Jasper
- Pipestone
- Ruthton
- Trosky
- Woodstock

## Municipis
- Municipi d'Aetna
- Municipi d'Altona
- Municipi de Burke
- Municipi d'Eden
- Municipi d'Elmer
- Municipi de Fountain Prairie
- Municipi de Grange
- Municipi de Gray
- Municipi d'Osborne
- Municipi de Rock
- Municipi de Sweet
- Municipi de Troy

## Comunitats no incorporades
- Airlie
- Cazenovia
- Cresson